# تاکاشی میوا
تاکاشی میوا (انگلیسی: Takashi Miwa؛ زادهٔ ۱ دسامبر ۱۹۶۹) بازیکن بیس‌بال اهل ژاپن است.
وی در مسابقات کشوری و بین‌المللی در مجموع برندهٔ ۱ مدال نقره، ۲ مدال برنز شده‌است.